# 高由禧
高由禧（1920年2月14日—2001年3月3日），福建福清人，中国气象学家，中国科学院院士、九三学社第七、八届中央委员会委员。

## 生平
1935年7月，高由禧从福清县融美初级中学毕业。1935年夏至1938年夏，高由禧就读于福州私立英华高级中学。1938年，在融美中学担任教师。1939年，高由禧考入中央大学理学院化学系，后转入地理系学习气象专业。1944年，高由禧大学毕业。1945年起，在中央研究院气象研究所工作。
中华人民共和国成立后，中央研究院并入中国科学院，中央研究院气象研究所并入北京地球物理研究所。1956年，高由禧加入九三学社。1962年，高由禧任中国科学院兰州地球物理研究所副所长。1973年，高由禧任地球物理研究所所长。1978年加入中国共产党。1980年当选中国科学院学部委员。1986年，高由禧在广州中山大学地球与环境科学学院大气科学系任教授、博士生导师。
2001年3月3日，高由禧于兰州病逝。